# Anopheles franciscanus
Anopheles franciscanus este o specie de țânțari din genul Anopheles, descrisă de Mccracken în anul 1904. Conform Catalogue of Life specia Anopheles franciscanus nu are subspecii cunoscute.